# (28017) 1997 YV13
1997 واي في 13 (ويعرف أيضًا باسم (28017) 1997 واي في 13 وفق تسمية الكوكب الصغير) (بالإنجليزية: 1997 YV13)‏ هو كويكب ضمن حزام الكويكبات؛ وترتيبه 28017 من حيث الاكتشاف.
اكتُشف هذا الجُرم الفلكي بواسطة تاكاو كوباياشي في 31 ديسمبر 1997.

## وصلات خارجية
- (28017) 1997 YV13 في قاعدة بيانات مختبر الدفع النفاث لأجرام النظام الشمسي الصغيرة

- الاكتشاف · مخطط المدار ·  العناصر المدارية · المعلمات المادية

- (28017) 1997 YV13 على موقع ويكي سكاي: DSS2, SDSS, GALEX, IRAS, Hydrogen α, X-Ray, Astrophoto, Sky Map, Articles and images